# Haplophthalmus portofinensis
Haplophthalmus portofinensis är en kräftdjursart som beskrevs av Karl Wilhelm Verhoeff1908. Haplophthalmus portofinensis ingår i släktet Haplophthalmus och familjen Trichoniscidae. Inga underarter finns listade i Catalogue of Life.